# 航空自衛隊小松基地救難隊 RESCUE WINGS
『航空自衛隊小松基地救難隊 RESCUE WINGS』（こうくうじえいたいこまつきちきゅうなんたい レスキューウイングス）はトミイ大塚による漫画作品。

## 概要
『コンバットマガジン』で『レスキューエンジェルス』として、後に『コミックフラッパー』で現在のタイトルで連載されていた。『ゼロ』を起点とし漫画、TVアニメ、小説、などで主人公を変えつつ『レスキューウイングスシリーズ』のメディアミックス展開が行われている。
単行本は、『コンバットマガジン』連載分を改題した『航空自衛隊小松基地救難隊 RESCUE WINGS ゼロ』全1巻、『コミックフラッパー』連載分の全4巻、『NTTソルマーレ』配信分の全1巻の計6巻。
2008年12月より公開された実写映画『空へ-救いの翼 RESCUE WINGS-』では『ゼロ』のキャラクター・設定を元にTVアニメ『よみがえる空 -RESCUE WINGS-』のエピソードを織り込むといったかたちで、シリーズの起点である『ゼロ』と中心である『よみがえる空』の融合が成されている。

## 登場人物
川島遥風
『ゼロ』の主人公。職務中に殉職した元自衛隊員で戦闘機パイロットの父親に憧れて戦闘機のパイロットを目指すも救難ヘリコプター操縦士となる。三等空尉。
『航空自衛隊小松基地救難隊 RESCUE WINGS』4巻にて臨時教官として5年ぶりに小松に着任。本人の口調から同僚の救難員である瀬南と結婚したと思われる。
川原泉
『航空自衛隊小松基地救難隊 RESCUE WINGS』の主人公。阪神・淡路大震災で両親を亡くしたことで人命救助をするため救難ヘリコプター操縦士となる。三等空尉。